# Turnês de Paramore

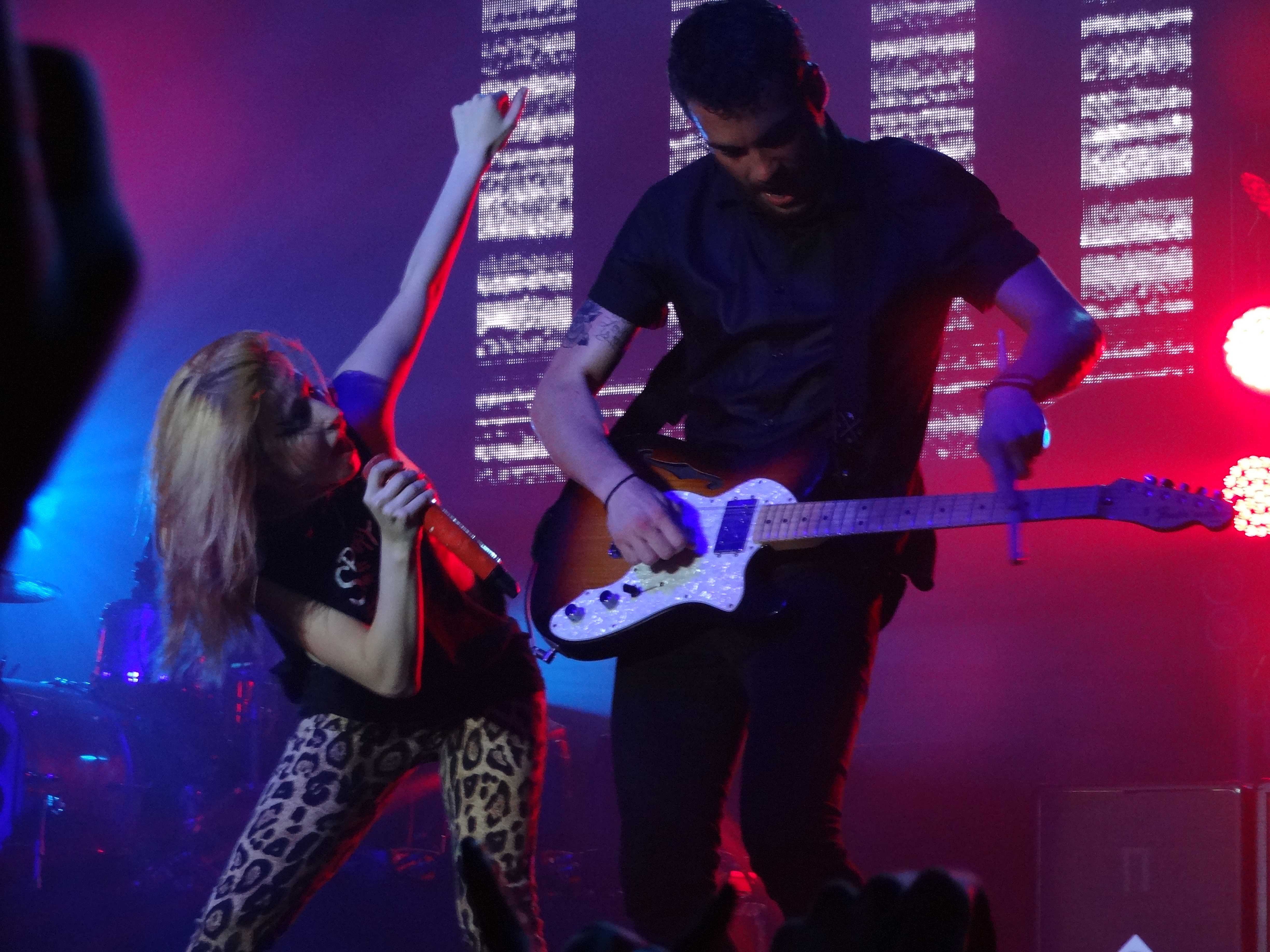
Paramore ao vivo em São Paulo, em 2013

A banda estadounidense Paramore, fundada em 2004, em Franklin, Tennessee, tem realizado diversas turnês musicais ao longo de sua carreira, para promover seus, até agora, quatro álbuns de estúdio: All We Know Is Falling (2005), Riot! (2007), Brand New Eyes (2009) e Paramore (2013). O grupo, que na atualidade consiste da vocalista Hayley Williams e do guitarrista Taylor York, também tem participado de vários festivais de música junto com outras bandas. Paramore também já abriu shows para bandas como No Doubt e Green Day.

## Turnês
| Ano         | Nome                          | Lugar(es)                                               | Detalhes |
| ----------- | ----------------------------- | ------------------------------------------------------- | --- |
| 2006        | The Paramore Tour             | América do Norte                                        | - Com Cute Is What We Aim For, Hit The Lights e This Providence; - Dezessete shows, de 2 de agosto a 6 de setembro. |
| 2007        | Riot Tour                     | Estados Unidos                                          | - Com The Starting Live, Set Your Goals e The Almost; - Vinte e três datas, de 25 de outubro a 28 de novembro. |
| 2007        | UK Tour                       | Reino Unido                                             | - Com Anberlin, LostAlone e This Providence; - Cinco shows, de 1º a 6 de setembro. |
| 2008        | UK/European Tour              | Europa                                                  | - Com New Found Glory; - Doze shows, de 29 de janeiro a 13 de março; - Parte da turnê foi reagendada para maio e junho por problemas pessoais. |
| 2008        | U.S. Tour                     | Estados Unidos                                          | - Com Jimmy Eat World; - Vinte shows, de 1º de abril até 2 de maio. |
| 2008        | The Final Riot! Tour          | América do Norte                                        | - Vinte e um shows, de 28 de julho a 1º de setembro; - O DVD "The Final RIOT!" foi gravado durante a turnê. |
| 2009        | North American Fall Tour      | América do Norte                                        | - Com Paper Route e The Swellers; - Originalmente dezoito datas, de 29 de setembro a 1º de novembro; - Hayley Williams teve laringite depois do primeiro show e os shows restantes foram reprogramados para entre 10 de outubro ao 11 de novembro. |
| 2010        | Spring Tour                   | Estados Unidos                                          | - Com Relient K e fun.; - Treze concertos, desde o 26 de abril até o 16 de maio. |
| 2010        | European Tour                 | Europa                                                  | - Nove concertos, do 18 de junho ao 2 de julho. |
| 2010        | New Zealand Tour              | Nova Zelândia                                           | - Dois concertos, nos dias 7 e 8 de outubro. |
| 2010        | Australian Tour               | Austrália                                               | - Cinco shows, de 10 a 17 de outubro. |
| 2010        | UK Tour                       | Reino Unido                                             | - Com B.ou.B. e fun.; - Nove datas, de 8 a 20 de novembro. |
| 2011        | South American Tour           | América do Sul                                          | - Dez shows, de 16 de fevereiro a 4 de março. |
| 2011        | European Summer Tour          | Europa                                                  | - Seis datas, de 3 a 11 de julho. |
| 2012        | Belfast and Edinburgh         | Reino Unido                                             | - Dois shows, 19 e 21 de agosto, antes da participação do Paramore nos festivais de Reading e Leeds. |
| 2013        | Southeast Ásia                | Ásia                                                    | - Com mewithoutYou; - Três shows, de 12 a 17 de fevereiro. |
| 2013        | North American Tour           | América do Norte                                        | - Com Kitten; - Catorze shows, de 25 de abril a 21 de maio. |
| 2013        | South America Tour            | América do Sul                                          | - Dez datas, de 18 de julho a 4 de agosto. |
| 2013        | European Fall Tour            | Europa                                                  | - Dezesseis datas, de 2 a 28 de setembro. |
| 2013        | The Self-Titled Tour          | América do Norte                                        | - Com Metric, Hellogoodbye e Lights; - Vinte e seis datas, de 15 de outubro a 27 de novembro. |
| 2014        | Australian / New Zealand Tour | Oceania                                                 | - Com You Me at Six e Twenty One Pilots; - Sete shows, de 9 a 21 de janeiro. |
| 2014        | MONUMENTOUR                   | América do Norte                                        | - Turnê conjunta com Fall Out Boy. New Politics e Bad Suns como atos de abertura. - 43 shows; de 19 de junho a 12 de setembro. |
| 2015        | Writing The Future Tour       | Estados Unidos                                          | - Com Copeland e Chromeo; - Turnê de "encerramento" da divulgação do quarto álbum. - Última turnê de Jeremy Davis com a banda. - Dezenove shows, de 27 de abril a 25 de maio.                                                                      |
| 2017 - 2018 | After Laughter World Tour     | Europa e América do Norte                               | - Turnê de lançamento do quinto álbum de estúdio. - Primeira turnê desde a volta do Zac Farro à banda. - Quarenta e nove shows no total, de 15 de junho a 20 de janeiro.                                                                           |
| 2023        | This Is Why World Tour        | América do Sul, Reino Unido, Irlanda e America do Norte | - Turnê de lançamento do sexto álbum de estúdio. - Primeira turnê com shows no Brasil desde 2014. |

### Como atos de abertura
| Ano  | Nome                              | Lugar(es)        | Detalhes |
| ---- | --------------------------------- | ---------------- | --- |
| 2006 | Winter Go West Tour               | Estados Unidos   | - Turnê de The Lashes e Amber Pacific; - Paramore foi ato de abertura em onze datas.                                                             |
| 2006 | The Rocket Summer Tour            | Estados Unidos   | - Turnê de The Rocket Summer, com Paramore e outras bandas como atos de abertura; - Vinte e três shows, quinze com Paramore (de 3 a 30 de maio). |
| 2009 | Summer Tour                       | América do Norte | - De No Doubt, Paramore como ato de abertura; - Quarenta e cinco shows; de 3 de maio a 31 de julho.                                              |
| 2010 | 21st Century Breakdown World Tour | Irlanda          | - De Green Day; Paramore como ato de abertura no show de 23 de junho.                                                                            |
| 2013 | The 2nd Law World Tour            | França           | - De Muse; Paramore como ato de abertura no show de 21 de junho.                                                                                 |
| 2023 | The Eras World Tour               | Estados Unidos   | - De Taylor Swift; Paramore como ato de abertura em dois shows, no Arizona.                                                                      |

## Festivais
| Região           | Festival                     | Anos                             |
| ---------------- | ---------------------------- | -------------------------------- |
| América do Norte | The Bamboozle                | - 2005, 2006, 2007, 2008.        |
| América do Norte | Vans Warped Tour             | - 2005, 2006, 2007, 2008 e 2011. |
| América do Norte | Take Action Tour             | - 2006.                          |
| América do Norte | South by Southwest           | - 2008 e 2013.                   |
| América do Norte | Honda Civic Tour             | - 2010.                          |
| América do Norte | KROQ Weenie Roast            | - 2010, 2017.                    |
| América do Norte | Hangout Festival             | - 2015                           |
| América do Norte | Riot Fest                    | - 2017                           |
| Europa           | Festivais de Reading e Leeds | - 2007, 2010, 2012 e 2014.       |
| Europa           | iTunes Festival              | - 2013.                          |
| Europa           | Rock for People              | - 2017                           |
| Europa           | Ruisrock                     | - 2017                           |
| Europa           | VOLT Festival                | - 2017                           |
| Oceania          | Soundwave Festival           | - 2010 e 2013.                   |